# Dristor (metropolitana di Bucarest)
Dristor è una stazione delle linee M1 e M3 della metropolitana di Bucarest. Il nome proviene da Strada Dristorului, sulla quale è posizionata una delle uscite della stazione.
La parte della stazione dove termina il percorso della linea M1 è chiamata Dristor 2 mentre la parte dove transitano i treni delle linee M1 e M3 è chiamata Dristor 1.